# Westinghouse Electric

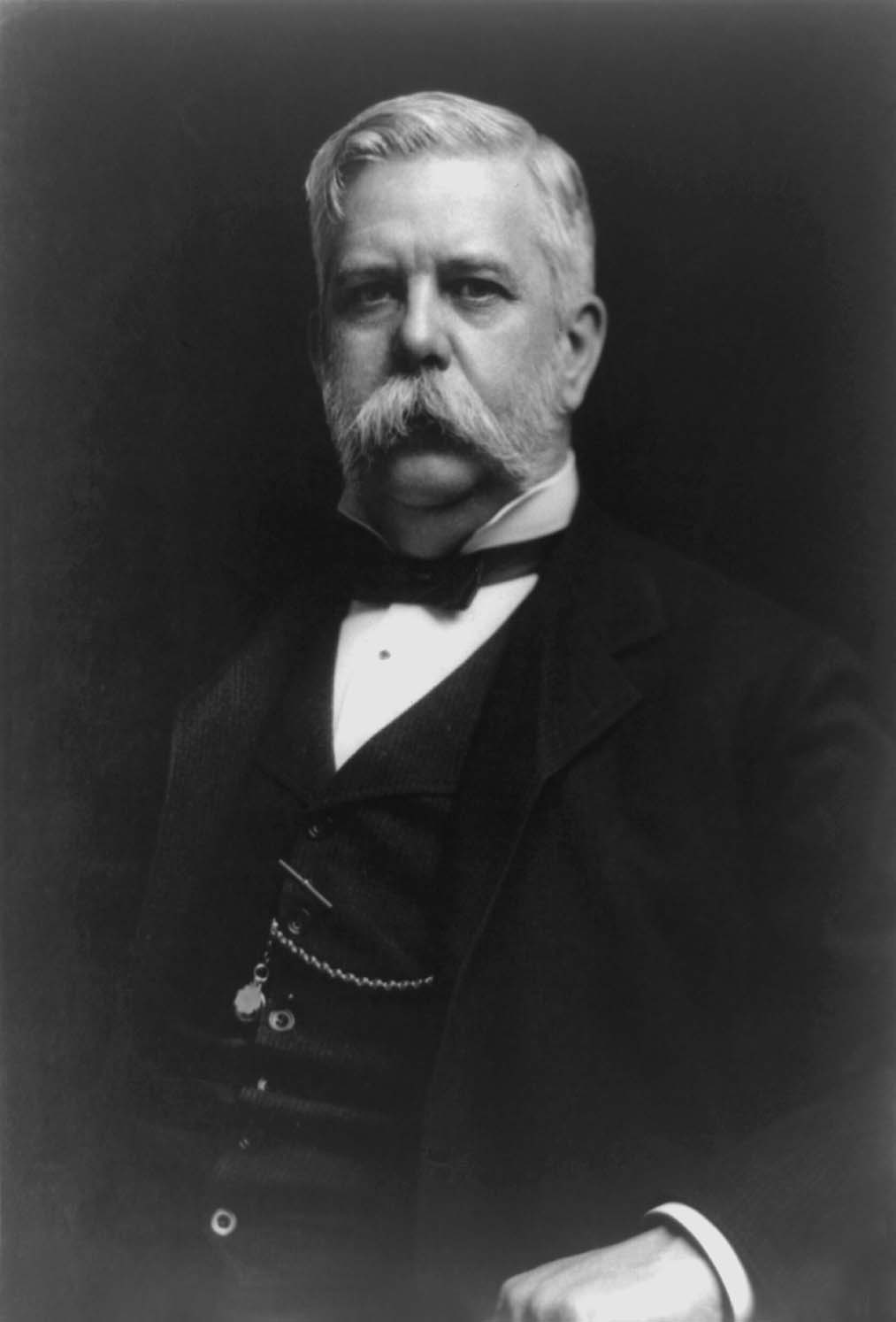
George Westinghouse.

Westinghouse Electric Company LLC, anteriormente conocida como Westinghouse Electric Corporation, es una empresa fundada en 1886 con sede en Cranberry Township, Pensilvania, con operaciones en América, Europa, Asia, Medio Oriente y África. Proporciona productos y servicios de plantas de energía nuclear a empresas de servicios públicos de todo el mundo. La compañía se dedica principalmente al desarrollo, licencias, ingeniería de detalle, gestión de proyectos y fabricación de componentes, así como a la provisión de soporte para nuevas plantas de energía nuclear.
La compañía fue pionera en el transporte a larga distancia de electricidad y el transporte eléctrico de alta tensión. Westinghouse Electric recibió los derechos para la primera patente para el transporte eléctrico de corriente alterna de Nikola Tesla y dio a conocer la tecnología de iluminación en Great Barrington, Massachusetts.
Además de George Westinghouse, ingenieros que trabajaron para la compañía incluyeron a William Stanley, Nikola Tesla, Oliver B. Shallenberger, Benjamin Garver Lamme y su hermana Bertha Lamme. La compañía históricamente fue rival de General Electric que fue fundada por el archirrival de George Westinghouse, Thomas Edison (véase Guerra de las corrientes).
La compañía es también conocida por sus contribuciones en las cápsulas del tiempo durante las ferias mundiales de Nueva York de 1939 y 1964.
Westinghouse produjo el primer motor turborreactor americano en funcionar, pero fracasó en el desastroso proyecto J40. Este no solo obstaculizó una generación de aviones de la Armada de los Estados Unidos cuando el proyecto tuvo que ser abandonado, sino que llevó a abandonar el negocio de los motores de aviación en la década de los 1950.

## Cronología de la evolución de la compañía

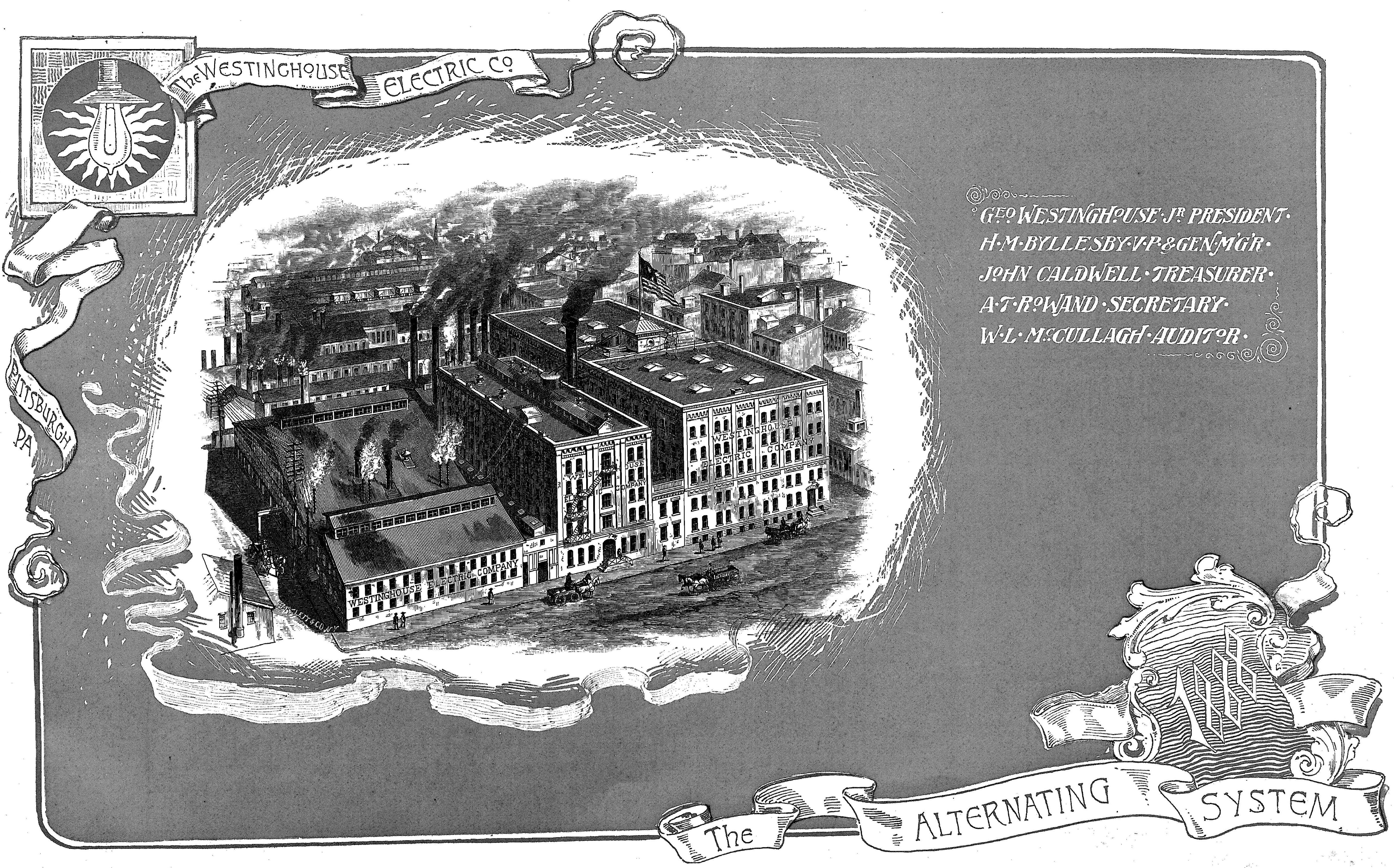
Planta de Pittsburgh (antes de 1888).

### Década de 1880
Primeros años
- 1886: fundación de Westinghouse Electric Company.[1]
- 1889: renombrada Westinghouse Electric & Manufacturing Company.

### Década de 1890
Promotora de la corriente alterna (CA)
- 1888: introduce un vatihorímetro de inducción para corriente alterna desarrollada por Oliver B. Shallenberger.
- 1891: construye el primer sistema comercial de CA (planta hidroeléctrica Ames).
- 1893: suministra electricidad para la Exposición Universal de Chicago y generadores para el tranvía de Gettysburg.
- 1895: instala generadores de CA en la planta hidroeléctrica de Adama, Cataratas del Niágara que proporciona electricidad a la ciudad de Búfalo, Nueva York.
- 1899: funda la British Westinghouse Electric and Manufacturing Company.

### De 1900 a 1930
Crecimiento y cambio
- 1901: adquiere Bryant Electric Company de Bridgeport, Connecticut, que continúa sus operaciones como subsidiaria.
- 1909: introduce las bombillas de filamento continuo de tungsteno, expulsa a George Westinghouse como presidente durante la reorganización tras la bancarrota.
- 1914: adquiere Copeman Electric Stove Company en Flint, Míchigan de Lloyd Groff Copeman, se traslada a Mansfield, Ohio y entra en el mercado de los electrodomésticos (vendida en 1974 a White Consolidated Industries).
- 1915: abre el negocio de New England Westinghouse Company. El primer producto: rifles Mosin-Nagant para el ejército del zar.
- 1916: British Westinghouse adquirida por un holding de compañías británicas, se convierte en Metropolitan-Vickers.
- 1921: adquiere la Pittsburg High Voltage Insulator Company.
- 1920s: entra en la industria audiovisual, con las estaciones de radio KDKA en Pittsburgh, Pensilvania y WBZ en Massachusetts.

### De 1930 a 1950
- 1932: anuncia el rectificador Ignitrón de arco de mercurio.
- 1934: abre la sede Home of Tomorrow (Hogar del Mañana) en Mansfield, Ohio, para mostrar las aplicaciones para el hogar de Westinghouse.
- 1935: completa la fundición eléctrica de acero más larga del mundo para Ford Motor Company, en Dearborn, Míchigan.
- 1930s: funda la invención del generador magnetohidrodinámico.

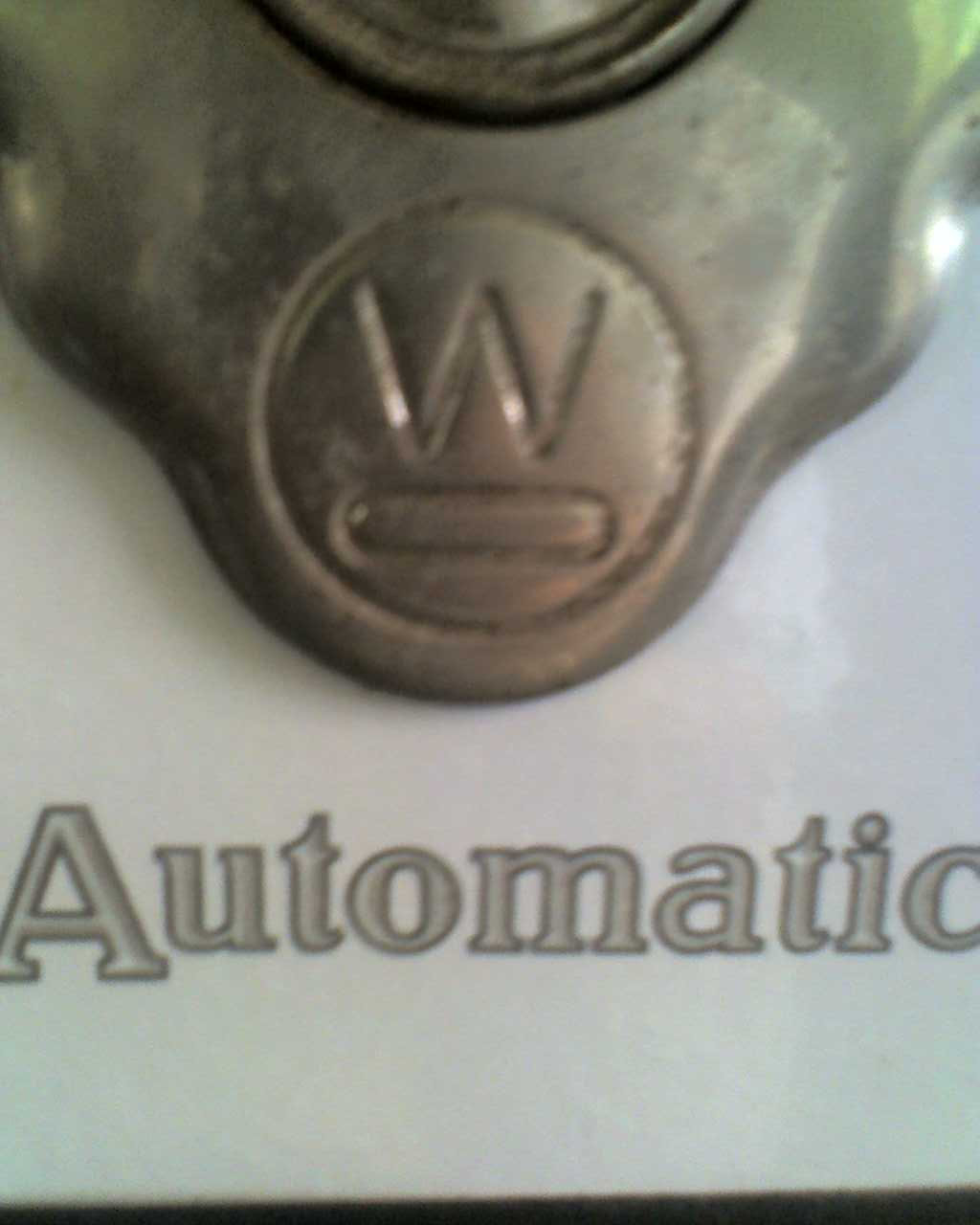
Detalle del logotipo de Westinghouse en un horno de cocina en el museo histórico John & Mable Ringling, Sarasota.

- 1937: construye el acelerador electrostático nuclear de Van de Graaff de a 5 MeV, para «romper átomos» industrialmente.[2]
- Años 1940: entra en el sector de la aviación con el radar aerotransportado (división de defensa electrónica vendida en 1996), motores de propulsión, iluminación para aeropuertos; obtiene contratos del ejército de Estados Unidos para la fabricación de sotocascos de fibra de coco para los cascos m1 usados por ejército estadounidense y algunos ejércitos aliados durante la Segunda Guerra Mundial.
- 1941: tras años de resistencia a los esfuerzos de los sindicatos y de la National Labor Relations Act,[3] signa un acuerdo laboral con los trabajadores del sindicato United Electrical, Radio and Machine Workers of America tras la decisión del Tribunal Supremo de Estados Unidos de mantener la ley.[4]
- 1943: adquiere la división Kentucky-Radio Corporation (Ken-Rad) en Owensboro, Kentucky de Roy Burlew a cambio de 35 000 acciones de Westinghouse por valor de US$1 600 000 (un millón seiscientos mil dólares).
- 1945: es renombrada como Westinghouse Electric Corporation, y fabrica el primer ascensor eléctrico. Inicia la división de turbinas de gas para la aviación (Westinghouse Aviation Gas Turbine Division ) (AGT) en este mismo año.

### De 1950 a 1980
Entrada en el sector de las finanzasWestinghouse Credit Corporation.
- 1954: abandona el negocio de locomotoras y equipos de propulsión para ferrocarriles.
- 1955: el fracaso del motor Westinghouse J40 provoca que todos los aviones de caza F3H con este motor sean dejados en tierra, y los demás aviones deban cambiar a otros motores. Westinghouse es obligada a abandonar el negocio de los motores de aviación.
- 1960s: adquiere ThermoKing, empieza invertir en el sector del transporte público automatizado (división vendida en 1988); adopta el eslogan You Can Be Sure If It's Westinghouse (‘puedes estar seguro si es Westinghouse’) para aplicaciones para el hogar.

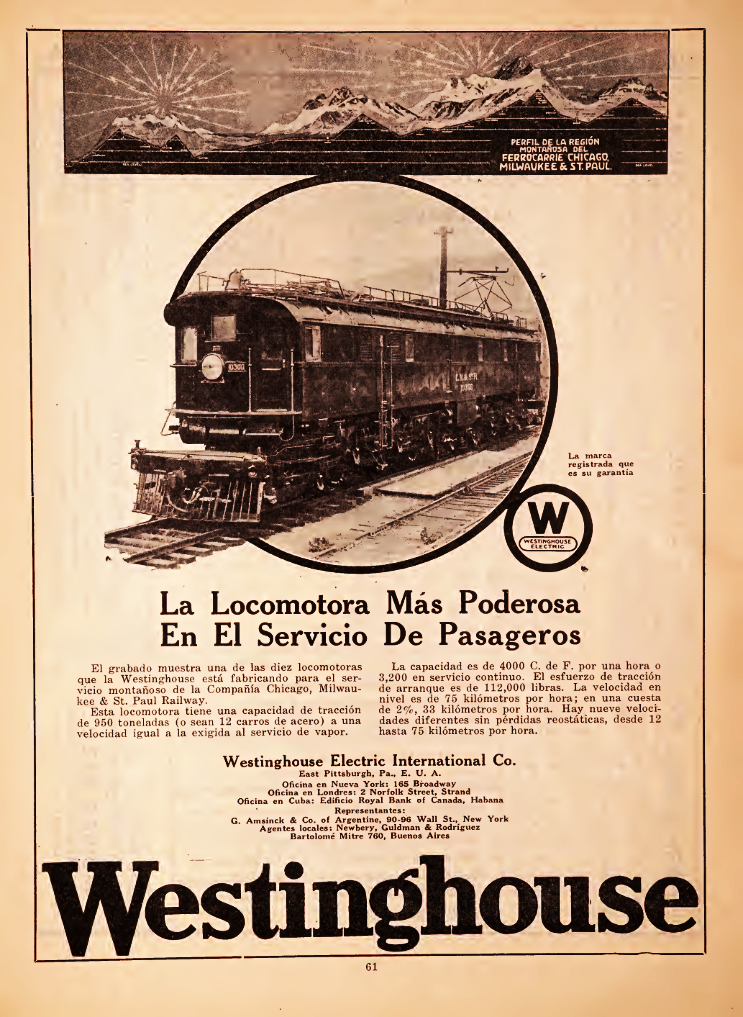
Publicidad de la Westinghouse promocionando sus adelantos tecnológicos para 1920.

- Publicidad de la Westinghouse promocionando sus adelantos tecnológicos para 1920.1970s: vende su famosa división de aplicaciones para el hogar a White Consolidated Industries, que se convierte en White-Westinghouse.
- 1979: se retira de todos los negocios relacionados con el petróleo de Oriente Medio tras la Revolución iraní.

### Década de 1980
- 1981: adquiere el operador de televisión por cable TelePrompter (vendido en 1985).
- 1982: adquiere el fabricante de robots Unimation.
- 1982: vende la división de iluminación callejera a Cooper Lighting.
- 1983: vende su división de lámparas a Philips.
- 1988: vende la división de ascensores y escaleras mecánicas a al Grupo Schindler.
- 1988: entra en una sociedad conjunta (joint venture) con Taiwan Electric para construir motores eléctricos, finalmente. Taiwan Electric se convierte en el único dueño del negocio como TECO Motor Company.
- 1988: cierra la planta Pittsburgh Oriental, que había sido la fábrica principal de Westinghouse.
- 1989: vende el negocio de transporte y distribución a Asea Brown Boveri (ABB).

### De 1990 a 2010
- 1994: vende el negocio de distribución de energía eléctrica a Eaton Corporation por US$1 000 000 000 (mil millones de dólares).
- 199x: separa las ventas de telefonía y tecnologías de la comunicación en la división Westinghouse Communications.
- 1995: bajo la dirección de Michael H. Jordan, compra CBS por US$5 400 000 000 (cinco mil cuatrocientos millones de dólares).
- 1996: adquiere Infinity Broadcasting.
- 1996: vende el negocio de sistemas de defensa electrónica (Westinghouse Electronic Systems) a Northrop Grumman por US$3 000 000 000 (tres mil millones de dólares), que se convierte en Northrop Grumman Electronic Systems.
- 1997: vende la mayoría de operaciones no relacionadas con los medios de comunicación; es renombrada CBS Corporation.
- 1998: vende el resto de activos manufactureros, su área de negocio de energía nuclear, a BNFL, que la vendió a Toshiba en 2006, que todavía opera en la actualidad como Westinghouse Electric Company.
- 1998: CBS Corporation crea una nueva subsidiaria denominada Westinghouse Electric Corporation para gestionar la marca Westinghouse.
- 1999: es vendida a Viacom, Inc.
- 2005: viacom es renombrada como CBS Corporation.
- 2010: la Westinghouse Electric Company abre su nueva sede central en el municipio de Cranberry (condado de Butler, Pensilvania), donde preserva el legado industrial de la original Westinghouse Electric Corp.
- 2019: CBS Corporation se fusiona con la segunda encarnación de Viacom y forman ViacomCBS (actualmente Paramount Global).